# Ypáti
Ypáti, en grec moderne : Υπάτη est un village et un ancien dème  de Phthiotide, en Grèce. Depuis la réforme du programme Kallikratis, de 2010, le village est une unité municipale de la ville de Lamia. Elle a une superficie de 257,504 km2. Selon le recensement de 2011, la population du village d'Ypáti compte 496 habitants, tandis que celle de l'unité municipale compte 4 541 habitants. 
La localité a une longue histoire, ayant été fondée au tournant des Ve – IVe siècles av. J.-C. en tant que capitale d'Énianie. Pendant la période romaine, la ville (appelée Hypata en latin) prospère et est considérée comme le chef-lieu de la Thessalie, ainsi que comme un évêché. Elle est probablement abandonnée au VIIe siècle à la suite des invasions slaves, mais est rétablie au IXe siècle, sous le nom de Néopatras (grec moderne : Νέαι Πάτραι). La ville s'est imposée comme siège métropolitain et a été la capitale de la principauté grecque de Thessalie, de 1268 à 1318, et du duché catalan de Néopatrie, de 1319 à 1391. Elle est conquise par les Ottomans, au début du XVe siècle et reste sous la domination ottomane jusqu'à la guerre d'indépendance grecque.